# Енн Елізабет Годжес
Енн Елізабет Фаулер Годжес (також відома як Місис Годжес, Місис Гьюлетт Годжес або Місис Г'юлітт Годжес 2 лютого 1920 — 10 вересня 1972) — американка, відома тим, що стала першою задокументованою людиною, в яку влучив метеорит і яка вижила.

## Удар метеорита
О 12:46 30 листопада 1954 року, метеорит упав з неба в місті Силакога, штат Алабама, США. Він розділився щонайменше на три фрагменти — один з уламків пробивши дах будинку та влучив у Енн Годжес, яка дрімала на своєму дивані. Вона згадувала, що метеорит прошив її дах близько 14:00 за місцевим часом, хоча офіційний час падіння метеорита був 12:46. Метеорит залишив широку діру (91 см) в даху будинку, відскочив від радіоприймача та влучив їй у верхню частину стегна та руку, завдавши їй великої гематоми.
Годжес і її мати, яка в той момент була в будинку, спершу подумали, що обвалився їхній димохід. Коли вони помітили великий камінь, вони викликали поліцію та пожежну службу. Чоловік Годжес, Юджин Годжес, повернувся додому того ж вечора близько 18:00 за місцевим часом, не знаючи, що сталося з дружиною. Вона сказала йому, що «трішки хвилювалася». Тієї ночі вона погано спала і наступного дня поїхала до лікарні через стрес від інциденту, а не через тілесні ушкодження, які, як кажуть, мали вигляд великої гематоми на верхній частині її стегна.

## Після інциденту
Військовослужбовці з військово-повітряної бази Максвелл приїхали до будинку Годжесів, щоб оглянути та вилучити метеорит. Вони підтвердили, що це метеорит-хондрит. Мер Силакога Ед Дж. Говард спочатку мав намір передати його Алабамському музею природничої історії Університету Алабами, але пан Годжес заявив, що він мав «достатньо доказів того, що річ впала на його дім» і метеорит зрештою повернули Годжесам. Попри те, що метеорит проломив крівлю Годжесів і влучив у місис Годжес, власниця будинку, Берді Гай, теж заявила про своє право власності на нього. Після річної судової тяганини місис Гай і Годжеси домовилися про врегулювання у розмірі 500 доларів США і місис Годжес змогла залишити метеорит собі.
Енн Годжес мала величезну, хоча й короткочасну, популярність через цей інцидент. Близько 200 репортерів чекали, щоб поговорити з нею біля її будинку, більшість із яких були небажані. Енн запросили на ігрове шоу «У мене є секрет», організоване Гаррі Муром. Місис Годжес також отримала багато листів від шанувальників і запитань, хоча й не відповідала на них.
Пан Годжес зазначив, що вони отримали кілька пропозицій щодо метеорита, коли він знаходився на базі ВПС, але не могли прийняти їх, оскільки він не перебував у їхньому володінні. Одна пропозиція, за його словами, складала близько 5500 доларів. До того часу, коли метеорит повернули до Енн після судової тяганини з місис Гай, вони не змогли знайти покупця, оскільки ажіотаж від події спав. У 1956 році місис Годжес вирішила продати метеорит до Алабамського музею природної історії, проти волі її чоловіка і, як він згадав, приблизно за 25 доларів.

## Особисте життя
Юджин Годжес, стверджував, що після інциденту поведінка Енн змінилася. Її проблеми зі здоров'ям погіршилися, її сором'язливість перетворилася на соціальну тривогу і вона страждала від можливого ПТСР. Енн і Юджин Годжес розлучилися в 1964 році, родина не мала дітей.

## Смерть
Енн Годжес померла в будинку престарілих від ниркової недостатності 10 вересня 1972 року. Її колишній чоловік, Юджин Годжес, помер у 2012 році.

## Спадщина
Метеорит, який пролетів у небі тієї ночі, був названий Силакога, а уламок, який влучив у пані Годжес, був названий на її честь — уламком Годжес. Ще один фрагмент від оригінального метеорита був проданий Смітсонівському інституту, а сам фрагмент Годжес залишається на виставці в Музеї природної історії Алабами.
Радіостанцію, в яку впав метеорит, пізніше Юджин Годжес позичив Американському музею природознавства у 2005 році, через п'ятдесят років після інциденту.
Епізод подкасту History Channel «Історія цього тижня» за 28 листопада 2022 року, «Метеорит влучає в Енн Годжес» був присвячений її історії.